# شوهی تادا
شوهی تادا (انگلیسی: Shuhei Tada؛ زادهٔ ۲۴ ژوئن ۱۹۹۶) دونده سرعت اهل ژاپن است.
وی در مسابقات بین‌المللی در مجموع برندهٔ ۲ مدال طلا، ۲ مدال برنز شده‌است.